# Hemicyclops sebastiani
Hemicyclops sebastiani is een eenoogkreeftjessoort uit de familie van de Clausidiidae. De wetenschappelijke naam van de soort is voor het eerst geldig gepubliceerd in 1993 door Kihara & Rocha.